# یاروچین (استان وارمی-ماسوری)
یاروچین (به لاتین: Jarocin) یک روستا در لهستان است که در گمینا برانگوو واقع شده‌است. یاروچین ۱۸۰ نفر جمعیت دارد.